# Anisodes prunelliaria
Anisodes prunelliaria là một loài bướm đêm trong họ Geometridae.